# Чемпіонат острова Санту-Антау (Південь) з футболу
Чемпіонат острова Санту-Антау (Південь) з футболу або Liga Insular de Santo Antão (Zona Sul) — чемпіонат південної частини острова Санту-Антау з футболу, який було створено в 1997 році. Переможець кожного чемпіонату острова отримує право зіграти в національному чемпіонаті

## Історія
До початку 2000-их років був єдиним єдиним острівним чемпіонатом в Кабо-Верде, в якому всі футбольні клуби представляли одне місто, а також не мав команд із західної частини (хоча вона входила до складу) острова через незначну кількість населення, в даний час населення цієї частини, в порівнянні зі східною, становить близько половини від загальної кількості населення. Тому футбольні клуби представляють всі частини острова.
Академіка має найбільшу кількість острівних чемпіонств (9) , другий Спортінг — з трьома, третій Марітіму — з двома, останні два клуби мають у своєму доробку лише по одному чемпіонству — Санжоаненше в 2002 році і Фіорентіна в 2008 році.

## Формат турніру
В чемпіонаті беруть участь 7 клубів, які загалом зіграють 12 турів. Кожна команда по черзі зустрінеться з суперниками двічі, одного разу — вдома, одного — на виїзді.

## Команди-учасниці сезону 2015-16 років
- Академіка Порту Нову
- Фіорентіна
- Інтер
- Лайедуш
- Марітіму
- Спортінг
- Таррафал ФК ді Монте Трігу

### Не приймають участі
Обидва клуби знялися з розіграшу турніру напередодні старту сезону 2015/16 років.
- Санжоаненше
- Санту-Андре

## Переможці
- 1997/98 : Академіка
- 1998/99 : Марітіму
- 1999/00 : Академіка
- 2000/01 : не відбувся, через те, що тривав розподіл Чемпіонату острова Санту-Антау на дві зони
- 2001/02 : Санжоаненше
- 2002/03 : Академіка
- 2003/04 : не відбувся
- 2004/05 : Академіка
- 2005/06 : Спортінг
- 2006/07 : Спортінг
- 2007/08 : Фіорентіна
- 2008/09 : Спортінг
- 2009/10 : Марітіму
- 2010/11 : Академіка
- 2011/12 : Академіка
- 2012/13 : Академіка
- 2013/14 : Академіка
- 2014/15 : Академіка

## Чемпіонства по клубах
| Клуб        | Перемог | Переможні роки                                       |
| ----------- | ------- | ---------------------------------------------------- |
| Академіка   | 9       | 1998, 2000, 2003, 2005, 2011, 2012, 2013, 2014, 2015 |
| Спортінг    | 3       | 2006, 2007, 2009                                     |
| Марітіму    | 2       | 2000, 2010                                           |
| Фіорентіна  | 1       | 2008                                                 |
| Санжоаненше | 1       | 2002                                                 |